# Mayingzi
Mayingzi (kinesiska: 马营子满族乡, 马营子) är en socken i Kina. Den ligger i provinsen Hebei, i den norra delen av landet, omkring 110 kilometer nordost om huvudstaden Peking. Antalet invånare är 6 844. Befolkningen består av 3 321 kvinnor och 3 523 män. Barn under 15 år utgör 17,0 %, vuxna 15-64 år 69 %, och äldre över 65 år 13,0 %.
Genomsnittlig årsnederbörd är 796 millimeter. Den regnigaste månaden är juli, med i genomsnitt 212 mm nederbörd, och den torraste är januari, med 2 mm nederbörd.